# Fratás
Se llama fratás o fratacho a una herramienta compuesta de una pequeña tabla rectangular y lisa unida a un mango.
Se utiliza para, una vez humedecido, alisar o igualar la superficie de un muro enfoscado o revocado para dejarlo sin hoyos ni asperezas.